# Убийство Олеси Атаманчук
Убийство Олеси Атаманчук произошло в ночь на 29 августа 2013 года в городе Речица Гомельской области. 19-летний ранее трижды судимый местный житель Сергей Иванов убил с особой жестокостью 19-летнюю знакомую девушку из-за отказа в интимной близости. До убийства также совершил ряд преступлений. В 2015 году приговорён к смертной казни, в 2016 году расстрелян по приговору суда.

## Личность преступника
Сергей Иванов и двое его братьев воспитывались матерью. Начиная с 5 класса, Иванов попадал в поле зрения правоохранительных органов. В возрасте 15 лет получил первый срок лишения свободы. В общей сложности был судим трижды — за хулиганство, грабежи, последний раз освободился в феврале 2013 года и уже в марте совершил преступление — хулиганство, беспричинно ударил знакомого. Пытался устроиться на работу, но нигде больше двух недель не задерживался.
В августе 2013 года, за несколько дней до убийства, Иванов с компанией избил на остановке и ограбил двух человек. Затем в баре «Нептун» устроил драку, причинив потерпевшему тяжкие телесные повреждения. А уже через день совершил убийство.
Знакомые Иванова в суде описывали его как адекватного человека. Однако в состоянии алкогольного опьянения у него проявлялась немотивированная агрессия, он бросался с кулаками даже на своих друзей.

## Обстоятельства убийства
Сергей Иванов познакомился с Олесей Атаманчук 23 августа 2013 года, за несколько дней до убийства. Обоим на тот момент было по 19 лет. Девушка работала официантом в местном ресторане и дружила с подругой знакомого Сергея.
В ночь на 29 августа около 12 часов она ушла из ресторана после празднования дня рождения знакомой. Олеся случайно оказалась в компании Иванова и двух его знакомых. В какой-то момент они ушли, и Иванов с Атаманчук остались вдвоём. Парень решил проводить девушку до дома. В тот момент он находился в состоянии алкогольного опьянения. По версии следствия, между ним и потерпевшей произошёл конфликт: Иванов предложил девушке вступить с ним в интимную близость и получил отказ. Преступник стал избивать девушку. На её теле были обнаружены следы от ударов, а также были вырваны внутренние органы. После убийства Иванов забрал её ценные вещи и покинул место преступления.
Последний раз Олеся заходила на свою страницу ВКонтакте 28 августа.
В 5:30 утра сторож дома пионеров обнаружил изувеченное тело девушки. Иванова установили быстро в ходе оперативно-розыскных мероприятий. Подозреваемый был задержан в тот же день.

## Расследование и суд
Труп Атаманчук был настолько обезображен, что эксперты с трудом установили причину смерти. В ходе следствия были установлены другие преступления, совершённые Ивановым до убийства, в период с марта по август 2013 года: кражи, грабежи, хулиганство.
Брат Сергея Алексей Иванов на заседании в Верховном суде говорил, что в ночь, когда произошло убийство, Сергей, по его мнению, принимал "Spice". По словам адвоката осуждённого Ольги Кремко, Иванов также заявлял следствию, что употреблял спайсы. Однако экспертиза показала, что в ту ночь Иванов употреблял только алкоголь.
Судебный процесс начался 18 ноября 2014 года и проходил в закрытом режиме. Это было связано с тем, что в уголовном деле были описаны подробности действий сексуального и насильственного характера, совершённых обвиняемым. Сергею Иванову было предъявлено обвинение по ч. 2 ст. 139 (Убийство, совершенное с особой жестокостью и сопряжённое с насильственными действиями сексуального характера"), ч. 2 ст. 339 (Злостное хулиганство), ч. 2 ст. 206 (Грабёж), п. 7 ч. 2 ст. 147 (Умышленное причинение тяжких телесных повреждений), ч. 2 ст. 205 (Кража), ч. 3 ст. 167 (Насильственные действия сексуального характера) УК РБ. На судебном процессе выступил в качестве государственного обвинителя начальник отдела прокуратуры Гомельской области Андрей Лагунович. В последнем слове обвиняемый полностью признал вину и заявил, что раскаивается. Он также попросил прощения у матери убитой девушки и своей матери. На суде он отказался от дачи показаний, касающихся деталей убийства. 18 марта 2015 года Гомельский областной суд приговорил Сергея Иванова к исключительной мере наказания – смертной казни через расстрел. Кроме того, в счёт возмещения материального вреда в пользу матери погибшей взыскано 20,7 миллиона белорусских рублей, а также 500 миллионов рублей в качестве моральной компенсации. Мать погибшей Олеси Атаманчук была удовлетворена приговором. Это оказался первый смертный приговор, вынесенный в Белоруссии в 2015 году. Обращаясь к своему адвокату, Иванов попросил не обжаловать решение суда. Однако после встречи с братом изменил своё решение и подал апелляционную жалобу.
14 июля 2015 года состоялось рассмотрение апелляции по делу Сергея Иванова в Верховном суде Белоруссии. На заседании присутствовал брат приговорённого Алексей. По мнению адвоката Ольги Кремко, в данном деле были основания для переквалификации преступления — с ч. 2 ст. 139 УК (убийство с особой жестокостью), по которой судили Иванова, на ч. 1 ст. 139 УК (убийство), в этом случае максимальное наказание — 15 лет лишения свободы. Верховный суд оставил приговор в силе.
Алексей Иванов от своего имени и имени брата направил жалобу в Комитет по правам человека ООН на нарушение права Сергея на жизнь. Жалобу подготовил координатор кампании «Правозащитники против смертной казни в Беларуси» Андрей Полуда. В ответ комитет попросил белорусские власти отложить исполнение приговора до рассмотрения дела.

## Казнь
6 мая 2016 года приговорённый к смертной казни Сергей Хмелёвский во время рассмотрения жалобы в Верховном суде рассказал, что в столичном СИЗО №1, где содержатся осуждённые в ожидании расстрела, его сокамерника Сергея Иванова увели из камеры в ночь с 17 на 18 апреля, больше он не вернулся. А самому Хмелёвскому приказали собирать вещи Иванова. Координатор компании «Правозащитники против смертной казни» Андрей Полуда уточнил информацию у родственников Иванова. Она полностью подтвердилась. До этого родители Сергея получили сообщение о смерти сына. В связи с этим ОБСЕ призвал белорусские власти ввести мораторий на смертную казнь. Специальный докладчик ООН Миклош Харасти осудил исполнение приговора. 24 мая Правозащитный центр «Весна» сообщил, что родственники Иванова получили официальное подтверждение об исполнении смертного приговора. В свидетельстве о смерти в строке «причина смерти» указано: «Приведение приговора в исполнение». В документе также обозначена и дата казни — 18 апреля.
В январе 2020 года КПЧ ООН опубликовал своё решение по делу Иванова. Комитет признал нарушение права казнённого на жизнь, нарушение презумпции его невиновности, право на защиту, право на справедливое судебное разбирательство.